# Ама (Луїзіана)
Ама (англ. Ama) — переписна місцевість (CDP) в США, в окрузі Сент-Чарлз штату Луїзіана. Населення — 1290 осіб (2020).

## Географія
Ама розташована за координатами 29°56′31″ пн. ш. 90°17′56″ зх. д. / 29.94194° пн. ш. 90.29889° зх. д. (29.941918, -90.298986).  За даними Бюро перепису населення США в 2010 році переписна місцевість мала площу 11,48 км², з яких 9,11 км² — суходіл та 2,37 км² — водойми.

## Демографія
Згідно з переписом 2010 року, у переписній місцевості мешкало 1316 осіб у 503 домогосподарствах у складі 360 родин. Густота населення становила 115 осіб/км².  Було 547 помешкань (48/км²).
Расовий склад населення:
| - 56,8 % — білих - 41,9 % — чорних або афроамериканців - 0,2 % — корінних американців - 0,1 % — вихідців з тихоокеанських островів |

До двох чи більше рас належало 0,6 %. Частка іспаномовних становила 2,0 % від усіх жителів.
За віковим діапазоном населення розподілялося таким чином: 22,6 % — особи молодші 18 років, 65,2 % — особи у віці 18—64 років, 12,2 % — особи у віці 65 років та старші. Медіана віку мешканця становила 39,9 року. На 100 осіб жіночої статі у переписній місцевості припадало 98,8 чоловіків;  на 100 жінок у віці від 18 років та старших — 96,0 чоловіків також старших 18 років.
Середній дохід на одне домашнє господарство  становив 66 950 доларів США (медіана — 62 689), а середній дохід на одну сім'ю — 82 953 долари (медіана — 77 500). За межею бідності перебувало 7,7 % осіб, у тому числі 7,1 % дітей у віці до 18 років та 12,8 % осіб у віці 65 років та старших.
Цивільне працевлаштоване населення становило 712 осіб. Основні галузі зайнятості: освіта, охорона здоров'я та соціальна допомога — 21,3 %, виробництво — 12,2 %, роздрібна торгівля — 12,1 %.